# ヒメコノハドリ
ヒメコノハドリ（姫木葉鳥、Aegithina tiphia）は、スズメ目ヒメコノハドリ科の小型の鳥類であり、東南アジアから熱帯のインド亜大陸にかけて分布する個体群には、いくらか羽衣に変化が見られ、亜種として分類される。本種は低木地や森林に生息し、明瞭な鳴き声と鮮やかな色彩から容易にそれと分かる。繁殖期間において、雄は宙に羽毛を膨らませて螺旋状に回転し、緑、黒、黄、白色のボールのように見せる。

## 分布
東南アジアからインドにかけて分布する。

## 形態
全長12-15センチメートル。ヒメコノハドリ類は、くちばしが尖りV字型で真っ直ぐな嘴峰をもつ。ヒメコノハドリは性的二形（雌雄異色）で、繁殖期の雄は、周年変わらない黒い翼や尾に加え、頭と背が黒くなる。雌は緑色をおびた翼に尾はオリーブ色（黄緑色）。雌雄とも下側は黄色で、雄の翼にある2本の白帯は繁殖羽において特に目立つ。繁殖羽の雄は、上面の黒色の割合に非常に変化がみられ、ズグロヒメコノハドリ (Aegithina nigrolutea) と混同されることもあるが、後者はつねに尾の先端が白い。

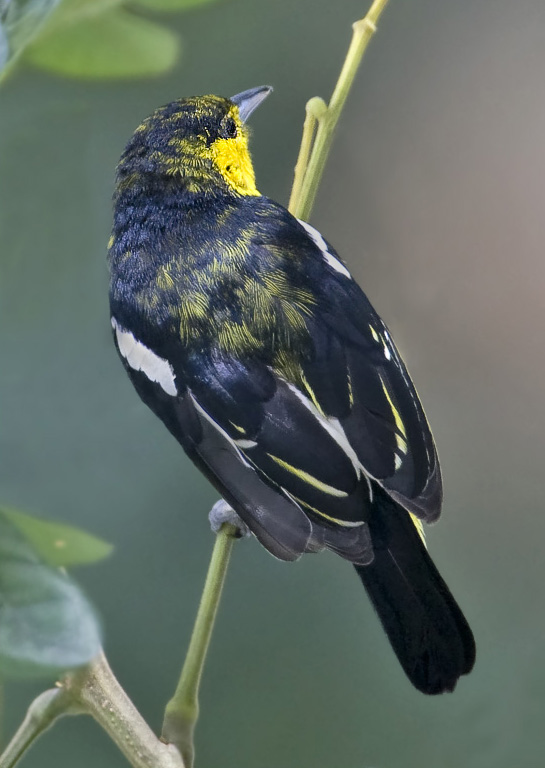
雄、繁殖羽 （シンガポール）
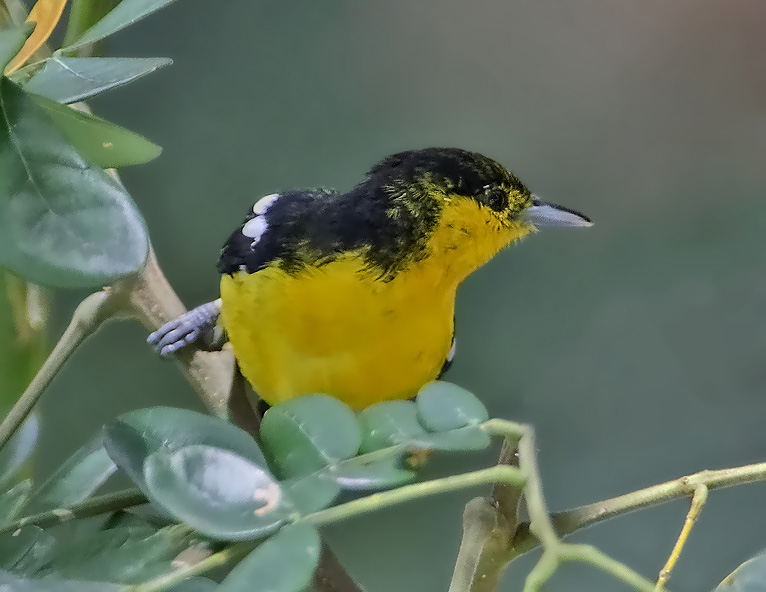
雄、繁殖羽 （シンガポール）

## 亜種

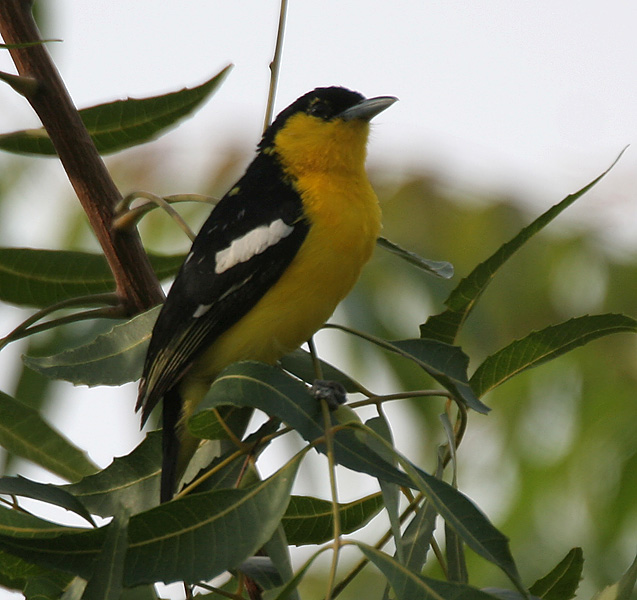
A. t. multicolor 雄
（インド、ハイデラバード）

基亜種 tiphia はヒマラヤ山脈に沿って、インド北東部からミャンマー南西部に分布
し、この個体群の雄は、雌とほぼ同色かもしくは頭頂がわずかに黒い。インド北西部の septentrionalis は、他の亜種より鮮やかな黄色であり、インドの北部平原に分布する humei の雄の繁殖羽は、頭が黒く、上背の上部はオリーブ色である。インド南西部およびスリランカに分布する multicolor は、繁殖羽の雄では頭と上背が黒い。インド南部のその他の形態は、multicolor と humei の中間で、腰がより灰緑色となる（かつては deignani とされたが、現在はミャンマーの個体群に用いられる）。
東南アジアにおよぶその他いくつかの個体群が亜種として認められ、中国南部およびタイ・ラオス北部の philipi 、ミャンマーの deignani 、ミャンマー南部からタイ西部および スマトラ諸島の horizoptera 、タイ南西部からカンボジア・ベトナム南部（コーチシナ）の cambodiana 、パラワン島およびボルネオ島北部の aeqanimis 、ボルネオ島の viridis 、ジャワ島とバリ島の scapularis に分類されている。

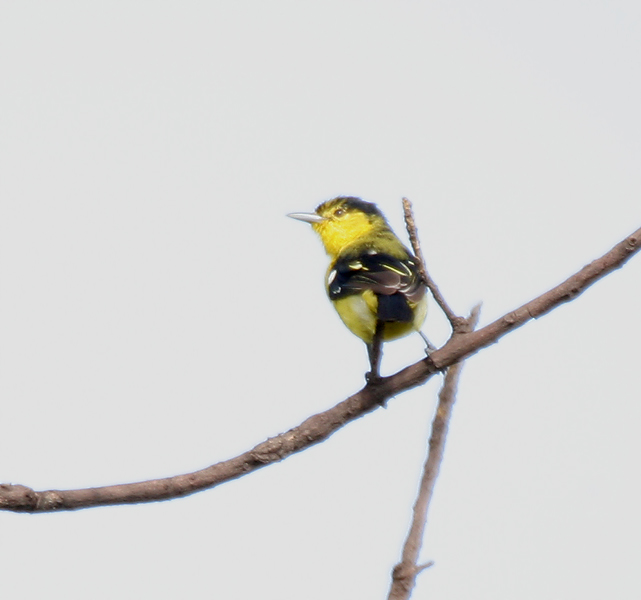
A. t. multicolor 雄 （インド、ハイデラバード）
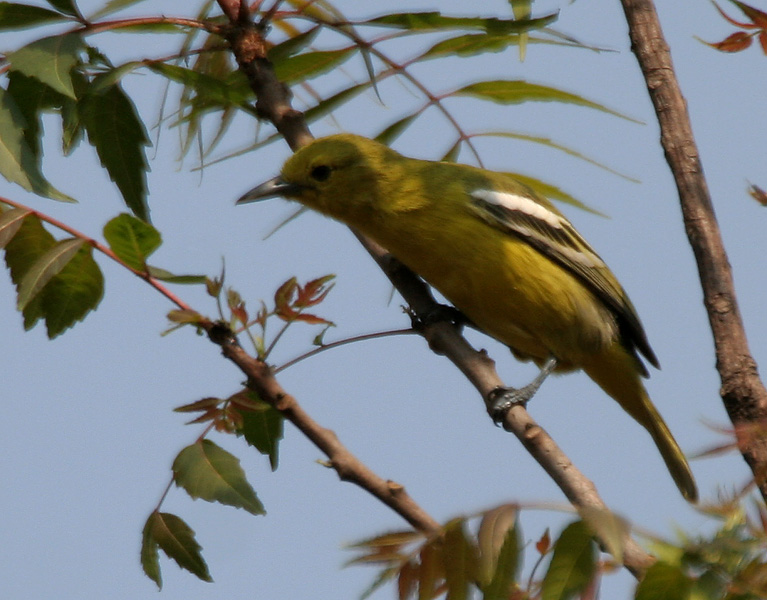
A. t. multicolor 雌 （インド、ハイデラバード）

## 生態
ヒメコノハドリ類は、小群になり木で採餌し、枝の間で昆虫を探す。またときに混群となり採食する。
地鳴きは "churrs" という早口かつ笛のような声であり、さえずりは震える声で "wheeeee-tee" と鳴く。それらの声はときにオウチュウ類など他の鳥の鳴き声を真似るともされる。
繁殖期において、主にモンスーンの後に、雄は曲芸的な求愛行動を演じ、すばやく宙にすべての羽毛、とりわけ淡緑色の腰を膨らませ、その後、もとの止まり木に螺旋状に舞い降りる。一度降りた雄は尾を広げて両翼を下げる。雌雄は営巣から育雛まで協力する。高さおよそ1-9メートルとなる木枝の股の部分に、草とクモの巣でまとめた小さくて小振りな椀形の巣をつくり、2-4個の緑がかった（赤褐色の斑がある）白色の卵を産む。1つの卵の大きさはおよそ1.8×1.8センチメートル。雌雄とも抱卵し、卵はおよそ14日後に孵化する。巣の捕食生物としては、ヘビ、トカゲ、バンケン、カラスなどがいる 。巣はまた、クリイロヒメカッコウ (Cacomantis sonneratii) により托卵されることもある。
ヒメコノハドリ類は1年に2回換羽し、またそれらの羽衣の変化が、個体群の分類の基礎となる羽衣に関してやや分かりにくくしている。原生動物であるHaemoproteus 属の1種、H. aethiginae は、ゴアからのヒメコノハドリの標本より記載された。